# Electric Shopper
Electric Shopper war ein US-amerikanischer Automobilhersteller, der 1952–1962 in Long Beach ansässig war.
Gebaut wurde eine sehr einfaches Dreiradfahrzeug mit zwei Sitzplätzen, einem Dach und offenen Seiten. Die Karosserie war aus GFK oder Stahl. Das einzelne Vorderrad wurde mit einem Lenkstock gesteuert. Der Radstand betrug 1549 mm, die Gesamtlänge 2184 mm. Zum Antrieb diente ein 24-V-Gleichstrommotor mit 1,1 kW Leistung. Die Reichweite lag bei 50–55 km. Der Verkaufspreis des Wagens lag bei 750,– US-Dollar für das stahlkarossierte Modell und 950,– US-Dollar für das Modell mit GFK-Karosserie.